# Meomyia callynthrophora
Meomyia callynthrophora är en tvåvingeart som först beskrevs av Ignaz Rudolph Schiner 1868.  Meomyia callynthrophora ingår i släktet Meomyia och familjen svävflugor. Inga underarter finns listade i Catalogue of Life.